# Mistrzostwa Świata w Pływaniu na krótkim basenie 2016 – 4 × 50 m stylem dowolnym kobiet
4 × 50 m stylem dowolnym kobiet – jedna z konkurencji, które odbyły się podczas Mistrzostw Świata w Pływaniu na krótkim basenie 2016. Eliminacje i finał miały miejsce 11 grudnia.
Mistrzyniami świata zostały reprezentantki Kanady, uzyskawszy czas 1:35,00 i o 0,37 s wyprzedziły Holenderki (1:35,37). Brązowy medal zdobyły Włoszki (1:35,61).

## Rekordy
Przed zawodami rekordy świata i mistrzostw wyglądały następująco:
| Rekord                   | Reprezentacja | Czas    | Miejsce | Data           |
| ------------------------ | --- | ------- | ------- | -------------- |
| Rekord świata            | Holandia · Inge Dekker (24,09) · Femke Heemskerk (23,24) · Maud van der Meer (24,03) · Ranomi Kromowidjojo (22,88) | 1:34,24 | Doha    | 7 grudnia 2014 |
| Rekord mistrzostw świata | Holandia · Inge Dekker (24,09) · Femke Heemskerk (23,24) · Maud van der Meer (24,03) · Ranomi Kromowidjojo (22,88) | 1:34,24 | Doha    | 7 grudnia 2014 |

## Wyniki

### Eliminacje
Eliminacje rozpoczęły się o 09:30 czasu lokalnego.
| Miejsce | Wyścig | Tor | Państwo           | Zawodniczka                                                                                         | Czas      | Uwagi |
| ------- | ------ | --- | ----------------- | --------------------------------------------------------------------------------------------------- | --------- | ----- |
| 1.      | 2      | 8   | Dania             | Julie Jensen (24,76) Mie Nielsen (24,38) Emilie Beckmann (24,70) Jeanette Ottesen (23,54)           | 1:37,38   | Q     |
| 2.      | 2      | 6   | Holandia          | Tamara van Vliet (24,44) Maaike de Ward (24,39) Kim Busch (24,16) Maud van der Meer (24,46)         | 1:37,45   | Q     |
| 3.      | 1      | 3   | Kanada            | Sandrine Mainville (24,35) Alexia Zevnik (24,54) Taylor Ruck (24,12) Sarah Darcel (24,90)           | 1:37,91   | Q,    |
| 4.      | 1      | 6   | Francja           | Anna Santamans (24,39) Mélanie Henique (24,30) Marie Wattel (24,55) Mathilde Cini (24,73)           | 1:37,97   | Q     |
| 5.      | 2      | 3   | Stany Zjednoczone | Katrina Konopka (24,76) Alexandra DeLoof (24,22) Marta Cieśla (25,05) Mallory Comerford (24,08)     | 1:38,11   | Q     |
| 6.      | 1      | 2   | Włochy            | Silvia Di Pietro (24,64) Erika Ferraioli (24,15) Aglaia Pezzato (24,73) Federica Pellegrini (24,63) | 1:38,15   | Q     |
| 7.      | 2      | 4   | Chiny             | Tang Yuting (24,91) Sun Meichen (24,73) Shen Duo (24,95) Zhu Menghui (23,65)                        | 1:38,24   | Q,    |
| 8.      | 1      | 7   | Japonia           | Sayuki Ouchi (24,84) Yui Yamane (24,61) Tomomi Aoki (24,79) Asuka Kobayashi (25,30)                 | 1:39,54   | Q     |
| 9.      | 1      | 1   | Szwecja           | Nathalie Lindborg (25,54) Sara Junevik (25,43) Sophie Hansson (25,82) Ida Lindborg (25,32)          | 1:42,11   |       |
| 10.     | 2      | 2   | Singapur          | Amanda Lim (25,66) Marina Chan (25,26) Hoong En Qi (26,14) Roanne Ho (26,14)                        | 1:43,20   | NR    |
| 11.     | 1      | 4   | Makau             | Lei On Kei (26,34) Tan Chi Yan (26,35) Choi Weng Tong (27,38) Long Chi Wai (26,86)                  | 1:46,93   | NR    |
| 12.     | 2      | 7   | Paragwaj          | Karen Riveros (26,38) Maria Arrua (26,54) Nicole Rautemberg (27,41) Alma Castillo (27,50)           | 1:47,83   | NR    |
| 13. !   | 1      | 5   | Australia         | | 9:99,99 ! | DNS   |
| 13. !   | 2      | 1   | Seszele           | | 9:99,99 ! | DNS   |
| 13. !   | 2      | 5   | Algieria          | | 9:99,99 ! | DNS   |

### Finał
Finał odbył się o 18:30 czasu lokalnego.
| Miejsce | Tor | Państwo           | Zawodniczka                                                                                         | Czas    | Uwagi |
| ------- | --- | ----------------- | --------------------------------------------------------------------------------------------------- | ------- | ----- |
| 1. !    | 3   | Kanada            | Michelle Williams (24,07) Sandrine Mainville (23,62) Taylor Ruck (23,77) Penny Oleksiak (23,54)     | 1:35,00 | NR    |
| 2. !    | 5   | Holandia          | Tamara van Vliet (24,45) Ranomi Kromowidjojo (23,11) Maaike de Ward (24,09) Kim Busch (23,72)       | 1:35,37 |       |
| 3. !    | 7   | Włochy            | Silvia Di Pietro (23,92) Erika Ferraioli (23,52) Aglaia Pezzato (24,06) Federica Pellegrini (24,11) | 1:35,61 | NR    |
| 4.      | 2   | Stany Zjednoczone | Amanda Weir (24,37) Kelsi Worrell (23,57) Madison Kennedy (24,10) Katrina Konopka (23,82)           | 1:35,86 |       |
| 5.      | 4   | Dania             | Julie Jensen (24,82) Mie Nielsen (24,00) Emilie Beckmann (24,48) Jeanette Ottesen (23,68)           | 1:36,98 |       |
| 6.      | 6   | Francja           | Mélanie Henique (24,64) Marie Wattel (24,50) Mathilde Cini (24,46) Anna Santamans (23,61)           | 1:37,21 |       |
| 7.      | 1   | Chiny             | Tang Yuting (25,21) Sun Meichen (24,35) Shen Duo (24,81) Zhu Menghui (23,59)                        | 1:37,96 | AS    |
| 8.      | 8   | Japonia           | Sayuki Ouchi (24,58) Yui Yamane (24,78) Tomomi Aoki (24,95) Asuka Kobayashi (25,48)                 | 1:39,79 |       |